# Zaćmienie Słońca z 10 czerwca 2021

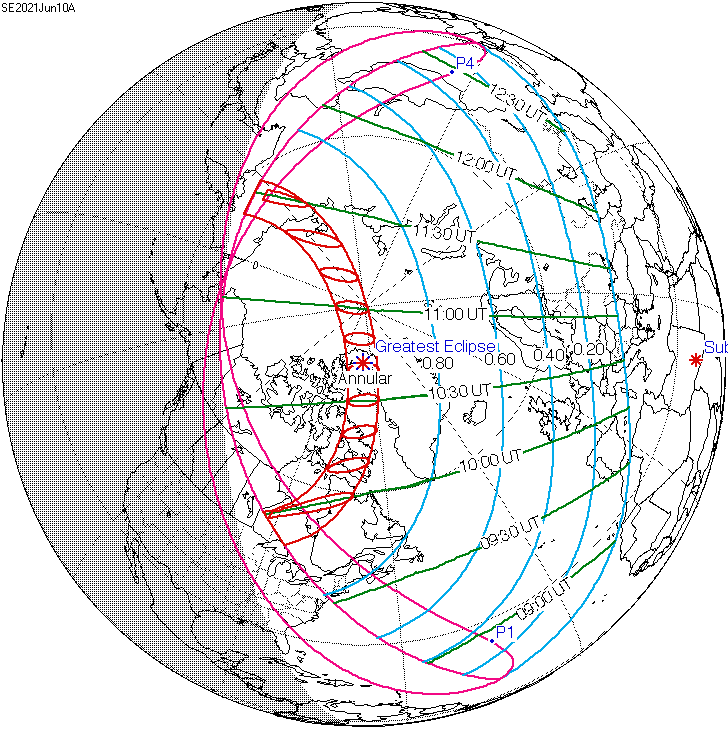

Zaćmienie Słońca z dnia 10 czerwca 2021 – zaćmienie obrączkowe, widoczne w północnej Kanadzie, północno-zachodniej Grenlandii (w tym w miejscowości Qaanaaq), na Morzu Arktycznym (w tym na biegunie północnym) i w Czukockim Okręgu Autonomicznym w Rosji, a ponadto jako zaćmienie częściowe w północno-wschodnich Stanach Zjednoczonych, północno-wschodniej Kanadzie, na północnym Atlantyku, w prawie całej Europie (z wyjątkiem Bałkanów i południowych Włoch), na Syberii, w Mongolii oraz w regionie Sinciang w Chinach.
Zaćmienie miało swoje maksimum nad Cieśniną Naresa, faza centralna trwała tam 3 minuty i 51 sekund, a przesłonięciu uległo 89,02% tarczy Słońca.
W Polsce było to płytkie zaćmienie częściowe. Najlepsze warunki do obserwacji były w województwie pomorskim, gdzie przesłonięciu uległo ok. 15% tarczy Słońca. Najgorsze warunki były w województwie podkarpackim, gdzie przesłonięciu uległo ok. 5% tarczy Słońca. 
| Miejscowość         | Zakrycie tarczy słonecznej |
| ------------------- | -------------------------- |
| Płock               | 11%                        |
| Olsztyn             | 13,23%                     |
| Suwałki             | 13,30%                     |
| Szczecin            | 14,75%                     |
| Trójmiasto          | 15,28%                     |
| Warszawa            | 9,93%                      |
| Białystok           | 11,19%                     |
| Gorzów Wielkopolski | 13,03%                     |
| Zielona Góra        | 11,30%                     |
| Wrocław             | 9,09%                      |
| Łódź                | 9,49%                      |
| Poznań              | 11,69%                     |
| Bydgoszcz           | 12,72%                     |
| Katowice            | 6,89%                      |
| Kielce              | 7,69%                      |
| Lublin              | 7,66%                      |
| Kraków              | 6,25%                      |
| Rzeszów             | 5,66%                      |